# Henry Purkitt Kidder

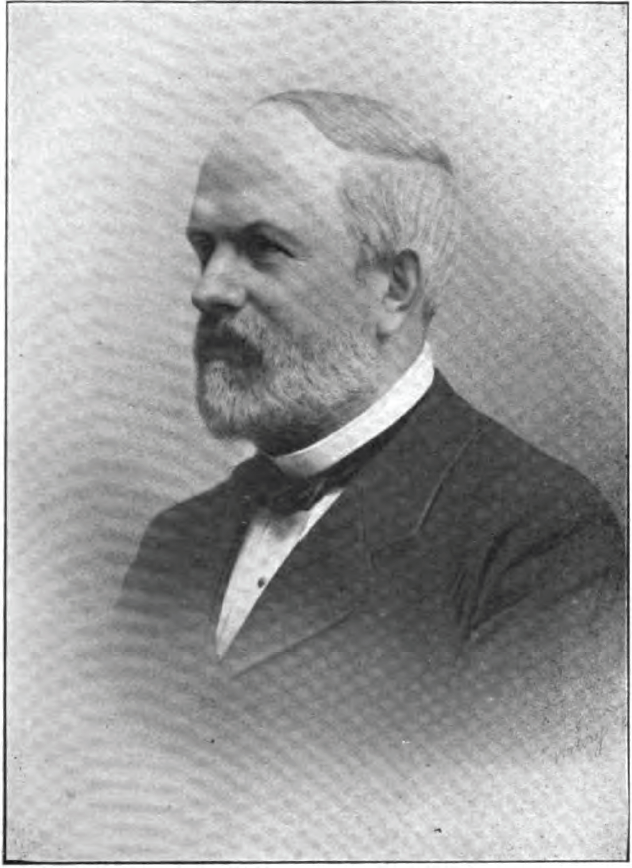
Henry Purkitt Peabody

Henry Purkitt Kidder (* 18. Januar 1823 in Boston, Massachusetts; † 28. Januar 1886 ebendort oder in New York City) war ein US-amerikanischer Geschäftsmann und Philanthrop. Er war 1865 Mitbegründer der Investmentgesellschaft Kidder, Peabody & Company, deren Aktien bis 1994 an der Wall Street gehandelt wurden und die letztlich in der UBS AG aufging.
Nach seiner Schulbildung in Boston – unter anderem an der Boston Latin School – führten berufliche Stationen Kidder zum Auktionshaus Coolidge & Haskell (1838, im Alter von 15 Jahren), an das Eisenbahnunternehmen Boston and Worcester Rail Road und zum Bankhaus John E. Thayer & brother, wo Kidder 1858 in Anerkennung seiner Fähigkeiten, die er während der Wirtschaftskrise von 1857 zeigte, Teilhaber wurde. Das Unternehmen wurde 1865 in Kidder, Peabody & Company umfirmiert und entwickelte sich rasch zu einem der führenden Bankhäuser in Neuengland und übernahm die amerikanische Vertretung für Baring Brothers and Company. Kidder wurde Leiter von Kidder, Peabody & Company und behielt diese Position bis zu seinem Tod.
Kidder stiftete große Geldbeträge für wohltätige Zwecke und gehörte zahlreichen Verwaltungsräten an, darunter für das Museum of Fine Arts in Boston und das Harvard College. Von 1876 bis 1886 war er Präsident der American Unitarian Association. 1880 wurde Kidder in die American Academy of Arts and Sciences gewählt.
Kidder war seit 1847 mit Caroline W. verheiratet, die 1881 starb. In zweiter Ehe war er mit Elizabeth Hindehoper (oder Huidekooper) verheiratet. Bei seinem Tod vermachte Henry P. Kidder noch einmal Geldbeträge an das Museum of Fine Arts, das Harvard College, das Massachusetts General Hospital und verschiedene Gesellschaften und Kirchen. Der größte Teil seines mit 2,25 Millionen US-Dollar angegebenen Vermögens ging aber an seine Frau und seine drei Söhne aus erster Ehe.